# Leann Hunley
Leann Hunley (Forks, 25 febbraio 1955) è un'attrice statunitense.

## Filmografia parziale

### Cinema
- A Beverly Hills... signori si diventa (The Beverly Hillbillies), regia di Penelope Spheeris (1993)

### Televisione
- Galactica (Battlestar Galactica) – serie TV, 4 episodi (1978-1979)
- Lobo (The Misadventures of Sheriff Lobo) – serie TV, 16 episodi (1979-1980)
- Dynasty – serie TV, 46 episodi (1986-1988)
- Autostop per il cielo (Highway to Heaven) – serie TV, episodi 4x17-4x18 (1988)
- Vittima silenziosa (Silent Victim) – film TV (1993)
- La tata (The Nanny) – serie TV, episodio 1x22 (1993)
- La signora in giallo (Murder, She Wrote) – serie TV, episodi 5x02-6x17-11x02 (1988-1994)
- Dawson's Creek – serie TV, 9 episodi (1998)
- Una vacanza di tutto lavoro (Horse Sense) – film TV (1999)
- NCIS - Unità anticrimine (NCIS) – serie TV, episodio 7x16 (2010)
- Il tempo della nostra vita (Days of Our Lives) – soap opera, 683 puntate (1982-2025)

## Riconoscimenti
- Daytime Emmy Awards
  - 1986: "Outstanding Supporting Actress in a Drama Series" (Days of Our Lives)